# Número pseudoprimo de Somer-Lucas
En matemáticas, en particular en teoría de números, un número compuesto impar N es un d-pseudoprimo de Somer-Lucas (con d ≥ 1) si existe una sucesión de Lucas no degenerada {\displaystyle U(P,Q)} con el discriminante {\displaystyle D=P^{2}-4Q,} tal que {\displaystyle \operatorname {mcd} (N,D)=1} y el rango de aparición de N en la secuencia U(P, Q) es
{\displaystyle {\frac {1}{d}}\left(N-\left({\frac {D}{N}}\right)\right),}
donde {\displaystyle \left({\frac {D}{N}}\right)} es el símbolo de Jacobi.

## Aplicaciones
A diferencia de los números pseudoprimos de Lucas estándar, no existe una prueba de primalidad eficiente conocida que utilice los d-pseudoprimos de Lucas. Por lo tanto, generalmente no se utilizan para el cálculo.